# NGC 5661
NGC 5661 ist eine 13,4 mag helle Balkenspiralgalaxie vom Hubble-Typ SBb im Sternbild Jungfrau und etwa 105 Millionen Lichtjahre von der Milchstraße entfernt.
Sie wurde am 12. Mai 1793 von Wilhelm Herschel mit einem 18,7-Zoll-Spiegelteleskop entdeckt, der sie dabei mit „F, S, E nearly in parallel“ beschrieb.